# Myrica kraussiana
Myrica kraussiana là một loài thực vật có hoa trong họ Myricaceae. Loài này được Buchinger ex Meisn. mô tả khoa học đầu tiên năm 1845.